# Воинский устав Алексея Михайловича
Воинский устав Алексея Михайловича напечатан в 1649 году. Устав большей частью заимствован из Венгерского воинского учреждения.
До этого действовал Ратный устав 1607 года, принятый Василием Ивановичем Шуйским, и дополненный в 1621 году Михаилом Фёдоровичем.
Устав состоял из восьми частей:
- О регулярном учении оружием
- О строевом учении
- О учении копейщиков
- Продолжение третьей части с разъяснением терминов
- О батальонных построениях
- Об устроении полков и их действиях
- О действии войск в походах
- Разное – о караулах, лагерях, чести, барабанщиках и т.д.

12 июля 1655 года было напечатано приложение к уставу – «Роспись ясакам».  Роспись ясакам описывала различные звуковые сигналы, например, пять выстрелов из пищали означали, что осаждаемый город сдался.
Из-за ранней смерти Алексея Михайловича военная реформа не была завершена.